# Shūzō Kuki
Ne doit pas être confondu avec Jun Kuki.
Shūzō Kuki (九鬼 周造, Kuki Shūzō) (né à Tōkyō le 15 février 1888, décédé à Kyōto, le 6 mai 1941) est un philosophe japonais.

## Biographie
Shūzō Kuki est le quatrième fils du baron Kuki Ryūichi, haut fonctionnaire du ministère de la Culture et de l'Éducation (Monbushō) et de Hatsu, dont la rumeur faisait une ancienne geisha. Alors qu'elle est enceinte de Shūzō, elle a une relation avec Okakura Tenshin, de sorte que Shūzō le considère toujours comme son père spirituel.
Après des études de philosophie à l'université impériale de Tokyo (aujourd'hui université de Tokyo), il passe huit ans en Europe en tant qu'étudiant étranger de 1921 à 1929. Il vit d'abord en Allemagne jusqu'en 1924, où il suit les cours du néo-kantien Heinrich Rickert à l'université de Heidelberg, puis en France jusqu'en 1927 où il fait la connaissance d'Henri Bergson. De retour en Allemagne pour un an, il suit les cours de Martin Heidegger et d'Edmund Husserl et découvre la phénoménologie. Avec Kiyoshi Miki et Tetsurō Watsuji, il est ainsi l'un des premiers à introduire la philosophie de Heidegger au Japon.
À son retour au Japon en 1929 après une dernière année en France, et jusqu'à sa mort, il enseigne la philosophie à l'université impériale de Kyōto. Ses séminaires sur Descartes ou Bergson ont une grande influence sur le développement de la philosophie française au Japon ; il enseigne également la phénoménologie. En parallèle à son enseignement de l'histoire de la philosophie moderne et contemporaine, il développe une esthétique originale qui s'appuie sur l'herméneutique pour réinterpréter les notions japonaises traditionnelles telles que l'iki ou le fūryū, toutes notions par lesquelles il recherche une définition de l'existence proprement japonaise.

## Œuvres principales
- La Structure de l'iki (「いき」の構造?), 1930, trad. fr. 1984, 2004.
- Le Problème de la contingence (偶然性の問題?), 1935, trad. fr. 1966.
- Ningen to jitsuzon (人間と実存?, « L'Homme et l'Existence »), 1939.
- Bungeiron (文芸論?, « Essai sur les belles-lettres »), posth. 1941.